# Maratona di Utrecht
La maratona di Utrecht è una corsa podistica che si tiene ogni anno a Utrecht dal 1978, generalmente nel mese di aprile. Dal 2005 prevede anche una competizione di mezza maratona.
Il record della corsa per la maratona è 2h09'41" per gli uomini, realizzato da William Kipchumba Kwambai nel 2009, e 2h33'40" per le donne, stabilito da Anne van Schuppen nel 1992.

## Albo d'oro

### Maratona
| Edizione | Anno | Uomini                    | Tempo         | Donne                   | Tempo         |
| -------- | ---- | ------------------------- | ------------- | ----------------------- | ------------- |
| 1        | 1978 | Cees Verhoef              | 2h25:07"      |                         |               |
| 2        | 1979 | Bertus de Haan            | 2h29'42"2     |                         |               |
| 3        | 1980 | Cor Vriend                | 2h20'35"      | Lila Kalweit            | 3h30'46"      |
| 4        | 1981 | Jan Honcoop               | 2h28'11"      | Marian Hogerhoud        | 3h04'47"      |
| 5        | 1982 | Stephen Glenn Forster     | 2h17'59"      | Trijnie Smeenge         | 2h54'41"      |
| 6        | 1983 | Rob Strik                 | 2h21'11"      |                         |               |
| 7        | 1984 | Dick Bakker               | 2h25'32"      | Hanna Helsloot          | 3h09'49"      |
| 8        | 1985 | Goof Schep                | 2h30'14"      | J. Hendriks             | 3h10'28"      |
| 9        | 1986 | Jacques Fiers             | 2h25'19"      | Joke Streefkerk         | 3h19'57"      |
| 10       | 1987 | Wim Liefers               | 2h29'45"      | Anne Rindt              | 2h56'58"      |
| 11       | 1988 | Wim van Weerdt            | 2h26'00"      | Marianne Knapen         | 2h54'11"      |
| 12       | 1989 | Wim van Gemert            | 2h25'56"      | \| Els Raap             | 3h03'32"      |
| 13       | 1990 | Wim van Gemert            | 2h26'58"      | Hennie Pot              | 3h03'00"      |
| 14       | 1991 | Anthony Graham            | 2h21'46"      | Annie van Stiphout      | 2h44'55"      |
| 15       | 1992 | Cor Saelmans              | 2h18'53"      | Anne van Schuppen       | 2h33'40"      |
| 16       | 1993 | Philippe Steelandt        | 2h23'11"      | Christel Rogiers        | 3h04'18"      |
| 17       | 1994 | Viktor Kharitonov         | 2h25'20"      | Fiona Fjaberg           | 3h09'41"      |
| 18       | 1995 | Christopher Penny         | 2h20'39"      | Inge Guyt               | 3h03'28"      |
| 19       | 1996 | Miroslaw Bugaj            | 2h25'38"      | Czeslawa Mentlewicz     | 2h55'36"      |
| 20       | 1997 | Patrick Kooymans          | 2h32'23"      | Antoinette Molegraaf    | 3h32'50"      |
| 21       | 1998 | Rachid Mohammadi          | 2h28'17"      | Lieve van Lint          | 3h06'56"      |
| —        | 1999 | Non disputata             | Non disputata | Non disputata           | Non disputata |
| 22       | 2000 | Andrey Romaschenko        | 2h18'43"      | Tatyana Perepyolkina    | 2h42'59"      |
| —        | 2001 | Non disputata             | Non disputata | Non disputata           | Non disputata |
| 23       | 2002 | Ronny Ligneel             | 2h16'39"      | Jolanda de Klerk        | 3h09'33"      |
| 24       | 2003 | Luc Krotwaar              | 2h13'41"      | Mounia Aboulahcen       | 2h43'09"      |
| 25       | 2004 | Ronny Ligneel             | 2h18'28"      | Tatyana Perepyolkina    | 2h43'15"      |
| 26       | 2005 | Giorgio Calcaterra        | 2h19'37"      | Tatyana Perepyolkina    | 2h40'51"      |
| 27       | 2006 | Gino van Geyte            | 2h17'35"      | Nadezhda Wijenberg      | 2h45'00"      |
| 28       | 2007 | Mariko Kiplagat           | 2h11'16"      | Joanna Gront            | 2h47'11"      |
| 29       | 2008 | Sammy Chumba              | 2h12'07"      | Irene Cherop Loritareng | 2h41'44"      |
| 30       | 2009 | William Kwambai Kipchumba | 2h09'41"      | Lydia Kurgat            | 2h34'28"      |
| 31       | 2010 | William Kwambai Kipchumba | 2h12'01"      | Olena Biloshchuk        | 2h39'43"      |
| 32       | 2011 | Michel Butter             | 2h17'36"      | Pauline Claessen        | 2h56'22"      |

### Mezza maratona
| Edizione | Anno | Uomini                    | Tempo    | Donne                 | Tempo    |
| -------- | ---- | ------------------------- | -------- | --------------------- | -------- |
| 1        | 2005 | Rik Ceulemans             | 1h04'15" | Kristijna Loonen      | 1h14'53" |
| 2        | 2006 | Aart Stigter              | 1h09'47" | Kristijna Loonen      | 1h20'14" |
| 3        | 2007 | Al Mustafa Riyadh         | 1h02'59" | Filomena Chepchirchir | 1h10'44" |
| 4        | 2008 | El Hassane Ben Lkhainouch | 1h04'08" | Filomena Chepchirchir | 1h15'56" |
| 5        | 2009 | Hugo van den Broek        | 1h05'44" | Sarah Jeriwoi         | 1h17'14" |
| 6        | 2010 | Stefan van de Broek       | 1h05'17" | Naomi Jepkosgei       | 1h15'31" |
| 7        | 2011 | Stijn Fincioen            | 1h06'52" | Nadezhda Wijenberg    | 1h20'11" |